# Obereopsis sericeoides
Obereopsis sericeoides är en skalbaggsart som beskrevs av Holzschuh 2006. Obereopsis sericeoides ingår i släktet Obereopsis och familjen långhorningar.
Artens utbredningsområde är Nepal. Inga underarter finns listade i Catalogue of Life.